# Музика до фільму
Музика до фільму, кіномузика (англ. film score), також іноді фонова музика (англ. background music), сценічна музика (англ. incidental music) — ряд композицій, написаних спеціально для музичного супроводу фільму. Дані композиції є саундтреками і є частиною усієї звукової доріжки фільму. Зазвичай вони пишуться одним або декількома композиторами під керівництвом режисера та / або продюсера. Далі композиції виконуються оркестром, гуртом, інструментальними солістами, хором або співаками. Запис і подальше зведення виконаних композицій здійснюється звукорежисером.